# Blauwe baardloper
De blauwe baardloper (Leistus spinibarbis) is een keversoort uit de familie van de loopkevers (Carabidae). De wetenschappelijke naam van de soort werd in 1775 gepubliceerd door Johann Christian Fabricius.

## Kenmerken
De kever bereikt een lengte van 7,5 tot 9,0 millimeter. Bij gekleurde exemplaren zijn de kop, het borstschild en de dekschilden op lagere hoogten blauw tot metaalviolet gekleurd, terwijl de dieren op grotere hoogte meestal bruin en minder metaalachtig zijn. Poten, voelsprieten en monddelen zijn lichter en roodbruin.
Het hartvormige pronotum is bijna twee keer zo breed als lang. De rand wordt gescheiden door een brede groef (pronotum keel). In tegenstelling tot het midden van het pronotum is de pronotumkeel duidelijk doorboord en vaak lichter dan de rest van het pronotum. Naar de basis toe versmalt het halsschild tot ongeveer de breedte van het hoofd. De dekschilden hebben ook een rand, maar deze valt minder op. Ze zijn over het algemeen ovaal en kort in vergelijking met andere Europese soorten. Achter de basis worden ze breder en worden ze iets breder dan het halsschild. Aan het einde lopen de dekschilden taps toe. Ze hebben opvallende gestippelde strepen en nog een sterk verkorte streep naast het schild (scutellaire streep).
De voorste heupholten zijn aan de achterkant open, de benen zijn lang en slank. De tarsi zijn allemaal duidelijk vijfledig.

## Habitat
De kever houdt van warmte (thermofiel) en is het liefst te vinden in het strooisel van open en droge bosgebieden, in heidevelden, kalksteengroeven en op warme berghellingen. In tegenstelling tot sommige zeer kieskeurige soorten komt hij echter verspreid over verschillende biotopen (eurytope) voor en komt hij relatief vaak voor.

## Verspreiding
De soort is wijdverspreid over grote delen van West-, Midden- en Zuid-Europa tot aan Klein-Azië. Het wordt ook gevonden op het hoofdeiland van Groot-Brittannië, maar is afwezig in Ierland. De noordelijke verspreidingsgrens in Europa loopt door Groot-Brittannië, Nederland, Duitsland, Polen en Oekraïne. In Duitsland komt het vaker voor in het westen dan in het oosten.